# ميك ميلر (لاعب كريكت)
ميك ميلر (30 مايو 1979 في أستراليا - ) (بالإنجليزية: Mick Miller)‏ هو لاعب كريكت أسترالي.

## وصلات خارجية
- ميك ميلر (لاعب كريكت) على موقع إي آس بي آن كريك إنفو (الإنجليزية)